# Biblioteca de Señoritas
La revista Biblioteca de Señoritas fue una de las primeras iniciativas de «prensa femenina» en Colombia. Publicada semanalmente entre 1858 y 1859 la revista enfocada de público femenino contó con un total de 67 números en los que se trataban temas considerados de interés para la mujer como la moda, la actualidad y sobre todo la literatura.
Apareció en Bogotá el 3 de enero de 1858 y en el equipo de redacción se encontraban Felipe Pérez Manosalva, Eustacio Santamaría, José Eugenio Díaz Castro y N. Santamaría. La revista declaró su propósito desde el primer número: «Tanto la ciudadana como la campesina encontrarán en la BIBLIOTECA una fuente inagotable de placeres domésticos; una compañera instruida i agradable para las noches del hogar; un guía seguro para penetrar sin embarazo en el mundo de la poesía i de la moda; i un diccionario histórico, (...). Sí, eso, i mas, porque lo que ofrecemos a nuestros abonados es una enciclopedia universal». Su discurso tenía el objetivo de representar lo femenino según la mirada conservadora y religiosa de mediados del siglo XIX; mediante la narrativa y la poesía abordaban temáticas recurrentes del hogar y de la moral para así alentar la imagen de la mujer ideal como la guía moral de la familia.
Inicialmente fue editada por la imprenta Ovalle y Compañía en un formato de dos columnas; después de una pausa de tres meses entre octubre y diciembre de 1858, la revista retomó su circulación semanal el 8 de enero de 1859 con la nueva imprenta Pizano y Pérez, según ya con un buen papel. A su vez, durante su publicación no hubo ningún anuncio comercial, esto puede indicar que era financiando por sus redactores.
Aunque la revista se imprimía en Bogotá tuvo un gran impacto a nivel nacional, pues pudo distribuirse a través de más de 80 agencias nacionales e internacionales ubicadas en Venezuela, Ecuador, Chile, Argentina, Uruguay y Estados Unidos.
La suscripción a la revista era anual, pero su pago podía realizarse por trimestres. Su publicación autónoma concluyó el 30 de julio de 1859, pues se unió a la revista literaria colombina El Mosaico, que por un tiempo pasa a titularse: El Mosaico. Al cual está unida la Biblioteca de señoritas.

## Antecedentes
Debido a las guerras de independencia la industria editorial granadina se centraba en la publicación de obras con temas políticos y militares. No obstante, la escritura literaria comienza a aparecer paulatinamente desde 1830 con este cambio de narrativa aparentemente alejado del mundo de la política, se empiezan a concebir nuevos géneros e incluso la exploración de un nuevo tipo de lector: la mujer. Dirigirse explícitamente a un público masculino era los más común, sin embargo, debido a la tensión entre el partido conservador y liberal desde mediados del siglo XIX, surgió un debate en torno a la educación de la mujer; es de esta manera que nace la «prensa femenina» con el objetivo de controlar y promover contenidos adecuados para las señoritas.
Por otro lado, en el ámbito editorial las publicaciones realizadas a finales del siglo XVIII son es su mayoría de tipo gubernamental; no es hasta 1819 que los mismos impresores empiezan a promover la prensa independiente y sobre todo la escritura literaria. Esta actividad permanente de la imprenta causada también por periódicos como El Día, La Civilización, El Neogranadino y El Tiempo. En consecuencia, se crean nuevas políticas como la libertad de prensa —planteadas en la constitución de 1851—, dando paso a la fundación de periódicos con diversos temas e incluso a la impresión de manuales y cartillas educativas.

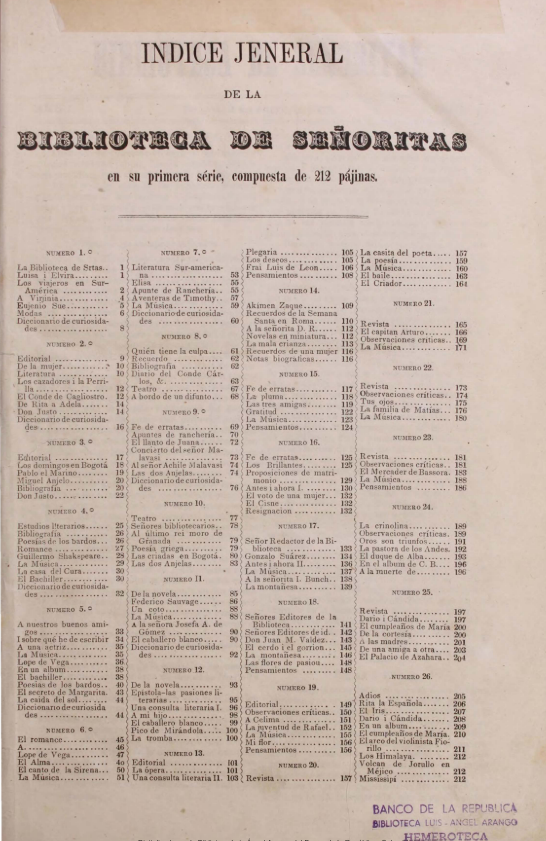
Índice de la revista colombiana Biblioteca de Señoritas

Desde 1840 los periódicos empiezan a publicar artículos de índole cultural, anunciando y reseñando obras literarias o teatrales. También, la imagen de los periódicos junto con las ilustraciones que los acompañaban tienen más relevancia con la utilización de troqueles europeos para la impresión de los cabezotes, por lo tanto, era fundamental tener un buen diseño acorde con los textos literarios para atraer a los lectores. Otro elemento importante era el índice, pues al numerar los volúmenes, estos promovían la colección de todos los números de la revista.

## Directores de la revista
1. Felipe Pérez Manosalva
2. Eustacio Santamaría
3. José Eugenio Díaz Castro

## Escritores
- Soledad Acosta de Samper (Andina – Demócrito - Rufina)
- Dolores Calvo de Piñeres
- María Josefa Camacho
- Gregoria Logan
- Laura Prus
- Evelina Ribrecourt
- José Caicedo Rojas (Celta – Yasilpa - Orión)
- José Eugenio Díaz Castro
- Felipe Pérez Manosalva
- Eustacio Santamaría (E.S.)
- Enrique de Saavedra
- L. Hinostroza
- Mariano G. Manrique
- Joaquín P. Posada
- Salomón Forero
- José María Díaz
- Manuel Gamboa
- José Joaquín Borda
- José Manuel Marroquín (J.M.M)
- Ricardo Carrasquilla (Orión - R. C.)
- Ángel María Galán (A.M.G.)
- Ulpiano González (Juancho Blanco)
- Juan de Dios Retrepo (Emiro Kastos)
- José David Guarín (Vidal)

## Secciones
Aunque contaba con una organización de su contenido, no había una estructura por secciones continua. Las secciones iban desapareciendo o agregándose con el paso del tiempo. Así, en la mayoría de las publicaciones la primera página se destinaba a la carta de los redactores a los lectores donde daban un saludo, explicaban qué había sucedido con la revista en la última semana, introducían los temas y secciones del volumen para concluir con una despedida. A su vez, en todos los números había un espacio para al menos un poema o soneto y una carta de los lectores, también llamadas colaboraciones; al finalizar, se explicaban las condiciones de suscripción de la revista.

### Diccionario de curiosidades
Esta sección se mantuvo en los primeros números, se daba el significado de algunas palabras o expresiones incluyendo su creador u origen.

### Revista Semanal / Revista Parisina
La sección se dedicaba a informar los principales acontecimientos de París y Bogotá. Estos artículos eran escritos en su mayoría por Soledad Acosta de Samper, quien posteriormente en 1878 dirigiría la revista La Mujer.

### Revista Quincenal para los Estados
La única sección que hablaba de política en la revista también era escrita por Soledad Acosta de Samper.

### Producción literaria
Estas secciones eran constantes en todos lo números de la revista con poemas, relatos, cuadros de costumbres, novelas, así como artículos centrados en algún aspecto de la literatura. Estos contenidos escritos en su mayoría por hombres desarrollaban temas como el hogar y la moralidad cristiana. Cabe resaltar que en esta sección también la revista realizaba sus propias traducciones de textos extranjeros exclusivamente para el semanario; de esta manera se publicaron obras como «El mercader de Bassora, o el anillo májico», «La juventud de Rafael», «La música», «La hija del químico. Historia fantástica», «Elección de mujer. ¿Rica o pobre?», fragmento de El Amor de Jules Michelet, entre otros.

### Biografías
En esta sección se publicaban las historias de vida de grandes figuras de la literatura, política y el arte. En su totalidad eran biografías de hombres, entre los que se encuentran personajes como: Eujenio Sue, William Shakespeare, Lope de Vega, Pico della Mirándola, Miguel Anjelo, César Borgia o Giuseppe Garibaldi.

### Música / Teatro
Sección que escribía sobre la historia del teatro y la música en diferentes países. Al mismo tiempo, se anunciaban las actividades culturales que próximamente llegarían a la capital del país.

### Colaboraciones
Esta sección era otra parte fundamental de la revista. Aunque no siempre publicaban todos los textos que mandaban, inspiraban a las lectoras a mandar sus escritos. Debido a la desigualdad en los textos publicados Soledad Acosta de Samper, bajo el seudónimo de Rufina, envió una carta quejándose de las injusticas de las que las mujeres eran víctimas y retando al director a publicar un texto suyo sobre las «malas costumbres de los hombres». El artículo fue publicado en el número 35 con el título «Es culpa de los hombres», donde la autora defiende los derechos de las mujeres con el objetivo de «contribuir fructuosamente a la moralización de la sociedad» y para esto es necesario «atacar al mal en sus principios para curarlo radicalmente» (con el mal se refiere a los hombres).